# Ентоні Леггетт
Сер Ентоні Джеймс Леггетт, також Леггет чи Леґґетт (англ. Sir Anthony James Leggett; нар. 26 березня 1938, Лондон, Англія) — британо-американський фізик, лауреат Нобелівської премії з фізики 2003 року (спільно з О. О. Абрикосовим і В. Л. Гінзбургом) «за створення теорії надпровідності другого роду та теорії надплинності рідкого гелію-3». Станом на 2006 рік був професором фізики в Університеті Іллінойсу.
Своїми роботами Леггетт започаткував дослідження макроскопічних дисипативних систем із точки зору квантової фізики і використанню конденсованих систем для перевірки основ квантової механіки.
Леггетт є членом Національної академії наук (США), Американського філософського товариства (США), Американської академії мистецтв і наук (США) та іноземним членом Російської академії наук. Крім того він є членом Лондонського королівського товариства (Велика Британія), Американського фізичного товариства, Американського інституту фізики і почесним членом Інституту фізики (Велика Британія).
Леггетт має подвійне, британсько-американське громадянство. Він став лицарем-командором ордену Британської імперії в 2004 «за заслуги у фізиці».

## Нагороди
- Премія Вольфа з фізики (2002/2003)
- Нобелівська премія з фізики (2003)